# Robert MacArthur
Robert MacArthur va ser un ecòleg estatunidenc nascut al Canadà que va tenir una important activitat en els camps de les comunitats i les poblacions.

## Educació
Va rebre el grau de Bachelor al Marlboro College (Vermont, USA), i un Màster en matemàtiques a la Universitat de Brown (1953). Va fer la tèsi doctoral a la Universitat Yale a 1958, sota la direcció de George Evelyn Hutchinson, que va consistir en l'estudi de la distribució de nínxols ecològics de cinc espècies de Parúlids als boscos de coniferes de l'estat de Nova York.

## Carrera
MacArthur va ser professor a la Universitat de Pennsilvània, 1958-65, i professor de biologia a la Universitat de Princeton, 1965-72. Va tenir un important paper en la teoria de la segregació de nínxols, i juntament amb Edward Osborne Wilson varen publicar l'obra Teoria de la Biogeografia d'illes, una obra que va canviar el camp de la biogeografia, va dinamitzar l'ecologia de les comunitats i va conduir al desenvolupament de la moderna ecologia del paisatge. El seu èmfasi en l'assaig de les hipòtesi va ajudar a convertir l'ecologia des d'una perspectiva predominantment descriptiva a un altre de tipus experimental, i va contribuir al desenvolupament de l'ecologia teòrica.
A Princeton, MacArthur va ser editor general d'una sèrie de monografies sobre biologia de les poblacions, i va contribuir a fundar la revista Theoretical Population Biology (Biologia de les Poblacions Teòrica). També va escriure Geografia Ecològica: Configuracions en la Distribució d'Espècies (1972). Va ingressar a l'Acadèmia Nacional de Ciències dels Estats Units el 1969. Va morir a causa d'un càncer de ronyó l'any 1972.